# Погорелово (Липовское сельское поселение)
Погорелово — деревня в Кирилловском районе Вологодской области России. Входит в состав Липовского сельского поселения, с точки зрения административно-территориального деления — в Липовский сельсовет.

## География
Расположено на берегу на берегу Егорьевского озера, в 4 км от Кириллова. С обратной стороны деревни Остолоповское (Ермаковское) озеро.

## Население
| 2010 |
| ---- |
| 10   |

По переписи 2002 года население — 9 человек.

## Инфраструктура
Личное подсобное хозяйство. Дачи на берегу озера.
Постоянно живущих семей 2-3. Домов в деревне 12. Магазинов нет.

## Транспорт
Выезд к автодороге Кириллов — Белозерск.